# Film Culture
Film Culture: America’s Independent Motion Picture Magazine — американский журнал, посвящённый теории, практике и истории кино.

## История
Был создан в 1954 году в Нью-Йорке братьями Адольфасом и Йонасом Мекас. Служил рупором нью-йоркского авангарда и независимого кино США, но публиковал материалы, относящиеся к кинематографу в целом, в том числе — к голливудскому кино, истории европейского киноавангарда (сюрреализм). Журнал присуждал премии независимым кинорежиссёрам. Издавался (с перерывами) до 1996 года.
Избранные материалы журнала составили книгу «Film culture reader» (New York: Praeger Publishers, 1970 год, переиздание 2000 год).

## Авторы
В журнале, кроме его основателей, публиковались
- П. Адамс Ситни
- Рудольф Арнхейм
- Питер Богданович
- Стэн Брэкидж
- Луис Бунюэль
- Гай Давенпорт
- Аннет Майклсон
- Грегори Макропулос
- Рон Райс
- Эндрю Саррис
- Паркер Тайлер
- Мэнни Фарбер

## Премия журнала (избранные лауреаты)
- Джон Кассаветис — за фильм Тени (1959)
- Роберт Франк и Альфред Лесли — за фильм Pull My Daisy (1960)
- Стэн Брэкидж — за фильм The Dead and Prelude (1962)
- Джек Смит — за фильм Пламенные существа (1963)
- Энди Уорхол — за фильмы Sleep, Haircut, Eat, Kiss, Empire (1964)
- Майкл Сноу — за фильм Длина волны (1968)
- Кеннет Энгер — за фильм Пробуждение моего демонического брата (1969)